# Al-Bahriyya al-wataniyya al-Jaza'iriyya

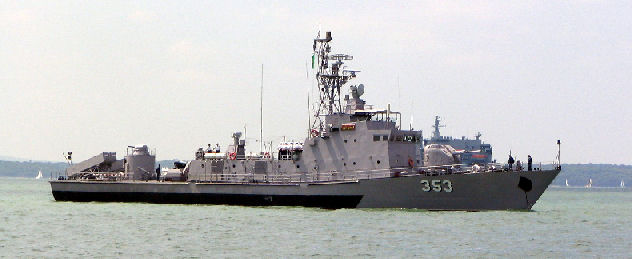
Djebel Chinoise corvetta

La Marina nazionale algerina (in arabo القوات البحرية الجزائرية ; Al-Bahriyya al-wataniyya al-Jaza'iriyya) è la sezione navale delle Forze armate popolari nazionali algerine. La marina opera in tre porti: Algeri, Annaba e Mers-el-Kébir, tutti sulle coste del Mar Mediterraneo. È composta da 6.600 uomini, per lo più equipaggiati con armamenti di origine russa. È nata nel 1962, stesso anno in cui l'Algeria ottenne l'indipendenza dalla Francia. Dal 9 gennaio 2019  la marina algerina ha in servizio 6 sottomarini Classe Kilo ordinati alla Russia, i primi due esemplari più anziani sono stati modernizzati durante gli anni 2010-2011. Nel 2008 ha acquistato tre corvette di fabbricazione inglese dalla Reale marina del Brunei.
Sono state acquistate: in Germania due fregate classe MEKO A200 SAN, non dissimili dalle unità sudafricane, e in Italia un'unità da attacco anfibio Bâtiment de Débarquement et de Soutien Logistique, una versione migliorata della Classe San Giorgio.

## Mezzi Aerei
Sezione aggiornata annualmente in base al World Air Force di Flightglobal del corrente anno. Tale dossier non contempla UAV, aerei da trasporto VIP ed eventuali incidenti accorsi durante l'anno della sua pubblicazione. Modifiche giornaliere o mensili che potrebbero portare a discordanze nel tipo di modelli in servizio e nel loro numero rispetto a WAF, vengono apportate in base a siti specializzati, periodici mensili e bimestrali. Tali modifiche vengono apportate onde rendere quanto più aggiornata la tabella.
| Aeromobile           | Origine            | Tipo | Versione (denominazione locale)     | In servizio (2024) | Note | Immagine |
| Elicotteri           |                    |      |                                     |                    | |          |
| AgustaWestland AW139 | Italia             | CSAR | AW139                               | 3                  | |          |
| AgustaWestland Lynx  | Italia Regno Unito | ASW  | Super Lynx 300                      | 10                 | In cogestione con l'aeronautica, vengono imbarcati su di una nuova classe di fregate MEKO A-200. |          |
| AgustaWestland AW101 | Italia             | ASW  | AW101 Mk. 641 SARAW101 Mk. 642 VVIP | 5                  | 6 esemplari in versione SAR in cogestione con la Marine Algérienne ricevuti a partire dal 2011, dei quali uno perso a maggio 2017 ed uno a dicembre 2020. 2 AW101 Mk. 642 da trasporto VIP consegnati a partire dal 2013. |          |